# Catoblemma
Catoblemma là một chi bướm đêm thuộc họ Erebidae.